# Marek Szczepkowski (lekarz)
Marek Jacek Szczepkowski – polski lekarz chirurg, nauczyciel akademicki, profesor nauk medycznych.

## Życiorys
W 1982 ukończył studia medyczne w Wydziale Lekarskim Akademii Medycznej w Warszawie. Specjalista chirurgii ogólnej (I stopień W 1985 i II stopień w 1990).
Stopień doktora nauk medycznych uzyskał w 1988 w Centrum Medycznym Kształcenia Podyplomowego w Warszawie na podstawie pracy pt. Ocena jakości życia pacjentów ze stomią. Była to zarazem pierwsza praca naukowa o tej tematyce w Polsce i w krajach Europy środkowej. W 2002 w tej samej uczelni uzyskał stopień doktora habilitowanego na podstawie pracy pt. Patologia kliniczna jelita grubego wyłączonego z pasażu jelitowego. W 2016 otrzymał tytuł naukowy profesora.
Zawodowo związany ze Szpitalem Bielańskim oraz Centrum Medycznego Kształcenia Podyplomowego i Katedrą Fizjoterapii Klinicznej Akademii Wychowania Fizycznego Józefa Piłsudskiego w Warszawie (jako profesor). Kieruje Kliniką Chirurgii Kolorektalnej, Ogólnej i Onkologicznej CMKP, która jest ośrodkiem referencyjnym diagnostyki i leczenia chorób jelita grubego.
Członek wielu prestiżowych polskich towarzystw naukowych w tym m.in. Towarzystwa Chirurgów Polskich, Polskiego Towarzystwa Onkologicznego, Polskiego Klubu Koloproktologii, Polskiego Towarzystwa Przepuklinowego, Polskiego Towarzystwa Opieki nad Chorymi ze Stomią Pol-Ilko. Ponadto członek towarzystw zagranicznych, w tym m.in. American Society of Colon and Rectal Surgeons, International Society of University Colon and Rectal Surgeons, European Association for Endoscopic Surgery, European Federation for Colorectal Cancer, Towarzystwa Chirurgów Białorusi, Rosyjskiego Towarzystwa Chirurgii Kolorektalnej, Central and Eastern European Club of Coloproctologists, European Society of Coloproctology. 
W wielu spośród wymienionych towarzystw jest/był członkiem założycielem, członkiem honorowym, członkiem zarządu i prezesem. W towarzystwach międzynarodowych był przedstawicielem Polski lub/i regionu Europy środkowej.
Jest członkiem komitetów redakcyjnych i recenzentem w redakcjach 7 naukowych czasopism o zasięgu krajowym i międzynarodowym.
Jego zainteresowania naukowe i kliniczne obejmują m.in. chirurgię kolorektalną (chirurgia jelita grubego), w szczególności operacje chorych na raka jelita grubego oraz z powodu chorób zapalnych jelit. Techniki małoinwazyjne takie jak laparoskopia, nowatorskie własne operacje hybrydowe czy Endoskopowa Transanalna Mikrochirurgia - TEM (Transanal Endoscopic Microsurgery) – to pole szczególnego zainteresowania profesora. Ocena jakości życia po operacjach kolorektalnych oraz chirurgia stomii jelitowych to kolejne ważne dziedziny jego zainteresowań.
Do jego szczególnych osiągnięć jako chirurga w ostatnich 10 latach należą m.in.: opracowanie i wdrożenie do praktyki klinicznej nowej, własnej, oryginalnej techniki operacyjnej przepuklin okołostomijnych HyPER (Hybrid Parastomal Endoscopic Repair); opracowanie i wprowadzenie do praktyki klinicznej nowej uniwersalnej klasyfikacji przepuklin okołostomijnych – BHC (Bielanski Hospital Classification), która stała się podstawą do opracowania klasyfikacji Europejskiego Towarzystwa Przepuklinowego (EHS-European Hernia Society); wprowadzanie udoskonaleń w technikach operacyjnych dotyczących jelita grubego, zwłaszcza dotyczących technik minimalnie inwazyjnych (operacje laparoskopowe, TEM, hybrydowe); wdrażanie do praktyki chirurgicznej nowych wskazań do zastosowania techniki TEM; intensywne prace w ramach European Hernia Society nad zaleceniami dot. leczenia i profilaktyki przepuklin okołostomijnych; aktywny udział w innowacyjnych programach tzw. leczenia oszczędzającego u chorych na raka odbytnicy oraz leczenia nieresekcyjnego raka odbytnicy; endosonograficzna i manometryczna ocena funkcji  odbytu i bańki odbytnicy przed i po odtworzeniu ciągłości przewodu pokarmowego; intensywne prace badawcze nad problemem zapalenia błony śluzowej jelita grubego wyłączonego z pasaży jelitowego („Diversion colitis”).
Autor lub współautor ok. 300 opracowań naukowych, spośród których są prace oryginalne, poglądowe, kazuistyczne, rozdziały w podręcznikach i skryptach. Ponadto autor filmów naukowych, recenzji książek, a także promotor i recenzent prac na stopień doktora habilitowanego i doktora nauk medycznych.

## Odznaczenia
- Krzyż Kawalerski Orderu Odrodzenia Polski[7]
- Złoty Krzyż Zasługi[8]
- Odznaka Honorowa „Za Zasługi dla Ochrony Zdrowia”
- Medal Komisji Edukacji Narodowej[9]